# Caroline Rudolphi
Caroline Rudolphi (o també Karoline; 1753-1811) fou una educadora i poeta alemanya.
Nasqué en una família pobra a Magdeburg i va créixer a Potsdam, Margraviat de Brandenburg, Regne de Prússia. La descobrí el compositor Johann Friedrich Reichardt, que, el 1781, començà a dedicar-se a la música i li publicà alguns poemes.
A partir del 1778, Rudolphi exercí com a educadora de les filles de la família von Röpert de Trollenhagen.
El 1783, obri el seu institut educatiu a Trittau. En els anys següents, Rudolphi esdevé una reconeguda i respectada educadora de xiquetes. Fou amiga d'Elise Reimarus, i en el seu institut muntà un saló literari que atragué un cercle d'intel·lectuals, com Matthias Claudius, Friedrich Gottlieb Klopstock, Friedrich Heinrich Jacobi i Jens Baggesen, entre d'altres.
El 1803 Rudolphi trasllada l'institut a Heidelberg (en l'acabat de formar Electorat de Baden), on s'involucra amb el cercle de romàntics intel·lectuals que hi era (Achim von Arnim, Clemens Brentano, Sophie Mereau, Friedrich Creuzer i Ludwig Tieck) i amb un amic proper de la família del classicista Johann Heinrich Voß.
El 1781, 1787 i 1796, Rudolphi publica col·leccions dels seus poemes i també els seus mètodes per a l'educació de xiquetes en forma de novel·la epistolar: Gemälde weiblicher Erziehung (1807).
El 1825, el seu poema Ode an Gott ("Oda a Déu") el musicà Johann Heinrich Tobler i fou cantat com a himne nacional no autoritzat del Cantó d'Appenzell Ausser-Rhoden en l'Assemblea Cantonal des de 1877.